# Jämt Olof Ersson
Den här sidan handlar om folkmusikern Jämt Olof Ersson. För folkmusikern och träsnidaren, se Jemt Olof Persson. 
Jämt Olof Ersson, född 16 december 1872 i Orsa församling, Kopparbergs län, död 13 juni 1938 i Orsa församling, Kopparbergs län, var en svensk folkmusiker och riksspelman. Ersson deltog på Riksspelmansstämman på Skansen 1920.